# Barać-Höhlen

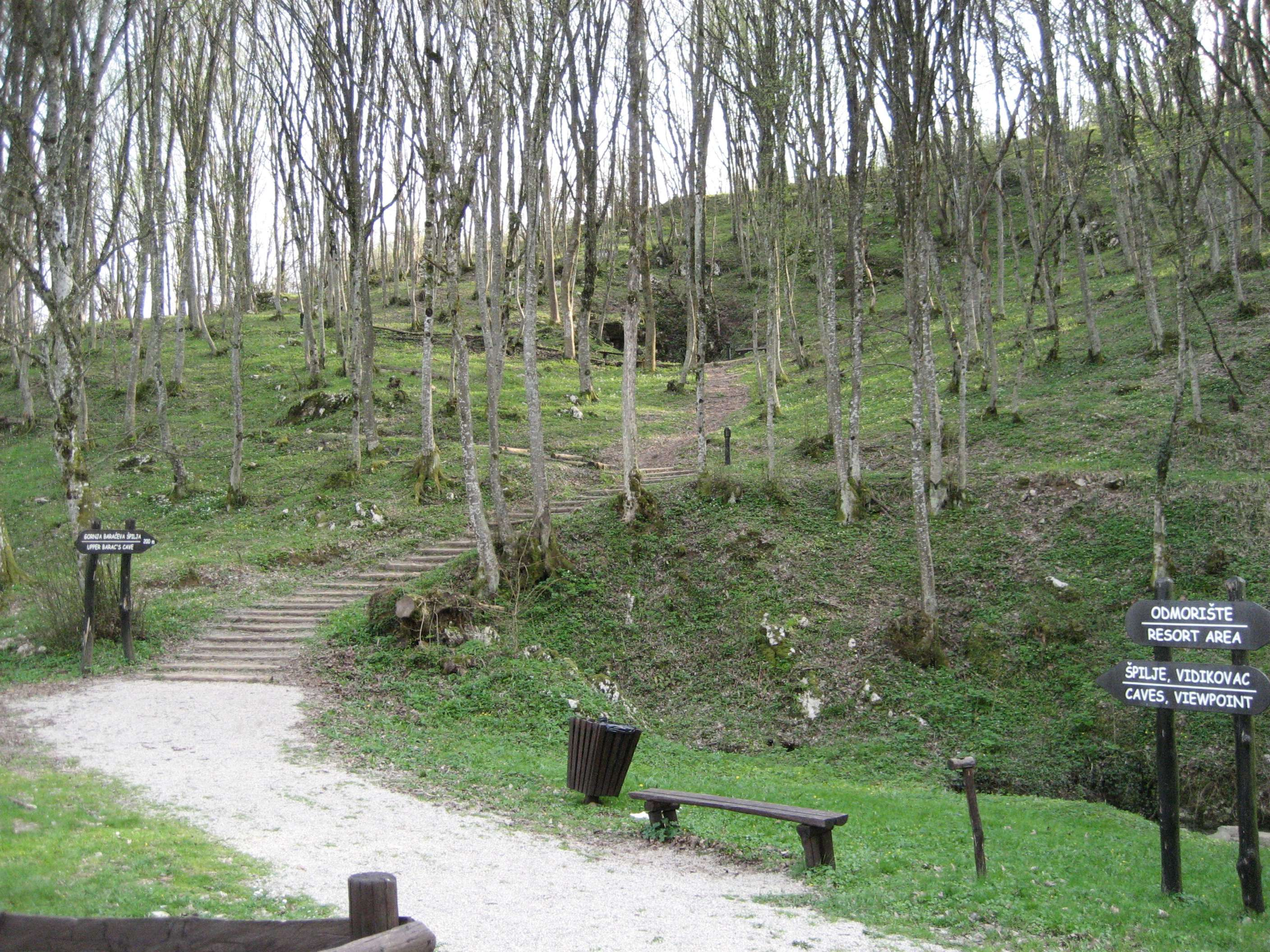
Vor dem Höhleneingang

Die Barać-Höhlen (kroatisch: Baraćeve špilje) liegen ungefähr 6 Kilometer östlich der Stadt Rakovica in der Nähe der Ortschaft Nova Kršlja. 
Die Karsthöhlen gliedern sich in mehrere Teile, die untere, die obere und die dritte Barać-Höhle (kroatisch: Donja Baraćeva špilja, Gornja Baraćeva špilja, Nova Baraćeva špilja). Die Otvaranje špilja wird ebenfalls diesem Höhlensystem zugerechnet. Der Zugang zu den Höhlen befindet sich an der Nordseite des Berges Barać's Brina.
1892 wurden die Höhlen für Besucher zugänglich gemacht, gerieten jedoch um 1920 wieder in Vergessenheit. Seit 2004 sind die ersten 200 m der 520 m langen oberen Höhle im Rahmen einer Führung wieder zu besichtigen.
In der Nähe fließt die Suvaja vorbei, die kurz danach in einem Schluckloch vollständig verschwindet, um nach weiteren 200 Metern in einer Karstquelle wieder zu erscheinen.